# Živan Berisavljević
Živan Berisavljević (Martinci, kod Sremske Mitrovice, 19. septembar 1935 — Novi Sad, 6. maj 2024) bio je srpski pravnik i političar.

## Biografija
Studirao je prava i apsolvirao na Pravnom fakultetu u Beogradu, a diplomirao na Visokoj školi političkih nauka u Beogradu.
Glavni urednik znamenite novosadske Tribine mladih (1957–1958), jedan od pokretača Stražilovskih susreta i drugih kulturnih akcija mlade stvaralačke inteligencije svoga vremena.
Od 1955. godine do 1962. godine je bio istaknuti rukovodilac organizacije Narodne omladine Novog Sada, Vojvodine, Srbije i Jugoslavije.
Od 1963. godine do 1967. godine je bio sekretar Ideološke komisije i član Organizaciono - političkog sekretarijata Centralnog komiteta SK Srbije i predsednik Komisije CKSKS za štampu, radio, tv i izdavačku delatnost; sekretar Komisije za reforme SKS (1966 - 1967), a od 1967. godine do 1971. godine republički sekretar za obrazovanje, nauku i kulturu.
Kao javni i kulturni delatnik, jedan je od pokretača Festa, Bitefa, Bemusa i Trećeg programa radio Beograda, kao i kulturnoobrazovnih televizijskih serija u funkciji opismenjavanja i obrazovanja odraslih, kao i Kongresa kulturne akcije itd.
Od juna 1972. godine do februara 1977. godine je bio savetnik i pomoćnik Saveznog sekretara za inostrane poslove.
Predvodio ili bio zamenik šefa jugoslovenskih delegacija na značajnim međunarodnim konferencijama u sistemu OUN (Prvo specijalno zasedanje NVO za mir i saradnju; UNESCO; UNEP itd.), kao i u Pokretu nesvrstanih (Prva konferencija ministara informacija NZ i dr.).
U ime SFRJ potpisao niz konvencija i programa međudržavne bilateralne saradnje u oblasti kulture, nauke, obrazovanja, informacija i sporta.
Od februara 1977. godine do jula 1981. godine  je na funkciji ambasadora SFRJ u Velikoj Britaniji, a od 1978. godine do 1981. godine i prvi ambasador SFRJ u Republici Irskoj.
Od novembra 1981. godine pa sve do oktobra 1988. godine imao je nekoliko značajnih funkcija: član Predsedništva PKSKV, predsednik Skupštine i Saveta Novosadskog univerziteta; predsednik Pokrajinskog i član Saveznog saveta za međunarodne odnose; potpredsednik Glavnog odbora Sterijinog pozorja; član i predsednik Odbora za nagradu AVNOJ-a; član Saveta časopisa Socijalizam i Međunarodnog okruglog stola Socijalizam i savremenost u Cavtatu; predsednik Saveta časopisa Savremenost; član Upravnog odbora i Saveta Matice srpske; predsednik Lige za mir i ravnopravnost naroda i za međunarodnu saradnju; predsednik Saveta Centra za politička i društvena istraživanja „Stevan Doronjski” itd.
U oktobru 1988. godine u vreme tzv. „Jogurt revolucije”, podneo ostavku na članstvo u Predsedništvu PKSKV, a potom i na sve javne funkcije, zbog otvorenog sukoba sa politikom Slobodana Miloševića; zbog odlučnog javnog suprotstavljanja toj politici, januara 1989. odlukama PKSKV i CKSKS isključen iz Saveza komunista (statutarna procedura nije završena zbog raspada SKJ); niz godina posle toga javno satanizovan kao „ideološka perjanica vojvođanskog autonomaštva”.
Godine 1990. godine je osnovao Agenciju MiR („Misli i reči”), koja se do gašenja 2013. godine bavila izdavaštvom, konsultantskim i posredničkim uslugama i drugim poslovima.
Od novembra 1990. godine do septembra 2005. godine je osnivač i predsednik Svenacionalnog demokratskog fronta Vojvodine i Unije socijalista Vojvodine, a od septembra 2005. godine do njenog zakonskog ukidanja, predsednik Političkog saveta Socijaldemokratske partije Vojvodine. Jedan od pokretača i aktivnih sudeonika četiri Vojvođanske konvencije (VK); kopredsednik koordinacionih odbora Druge (2006) i Treće VK (2006); predsednik Političkog veća Četvrte VK - od juna 2012. godine član je Saveta i počasni član Vojvođanskog kluba, potpredsednik Saveta za negovanje misaonog nasleđa i manifestacije Dani Radomira Konstantinovića, član/potpredsednik Upravnog odbora Vojvođanske akademije nauka, umetnosti i kulture (VANUK), od avgusta 2015. godine.
Pored knjiga Kulturna politika kao kulturna akcija, Demokratizacija društva i SKJ i opsežne studije Obrazovanje između prošlosti i budućnosti, objavio brojne članke i rasprave u nizu zbornika, časopisa, listova i radijskih programa u Beogradu i Novom Sadu, u drugim republikama i u inostranstvu.
Od 1960. godine do 1965. godine je član uredništva, odnosno glavni urednik časopisa za društvenu kritiku i teoriju Gledišta, u kojima je objavio brojne članke, studije i rasprave, kao i u časopisima Polja, Savremenost (Novi Sad), Pogledi (Sarajevo), Treći program, Pedagoška misao i Socijalizam (Beograd) i drugim. Brojne članke, studije i intervjue objavljivao u Politici, Borbi, Našoj borbi, Danasu i Dnevniku, u drugim dnevnim i nedeljnim listovima u Novom Sadu, Zagrebu, Sarajevu i Podgorici (Komunist, Vreme, NIN, zagrebački nedeljnik Danas, Monitor, Nezavisne, Intervju i dr.), odnosno, na Trećem programu Radio Beograda, u nizu tematskih zbornika, hrestomatija, kao i u elektronskim medijima.
Bio je nosilac brojnih visokih jugoslovenskih i stranih odlikovanja i javnih priznanja.
Od 1981. godine živio i radio je u Novom Sadu. U formalnoj je penziji je bio od 1991. godine kao prevremeno penzionisani politikolog. Preminuo je 6. maja 2024. godine.

## Spoljašnje veze
- POSLEDNJI BROZOV AMBASADOR U LONDONU: Crveni četnici su uništili SFRJ (8. oktobar 2019)